# 葵涌新區公園

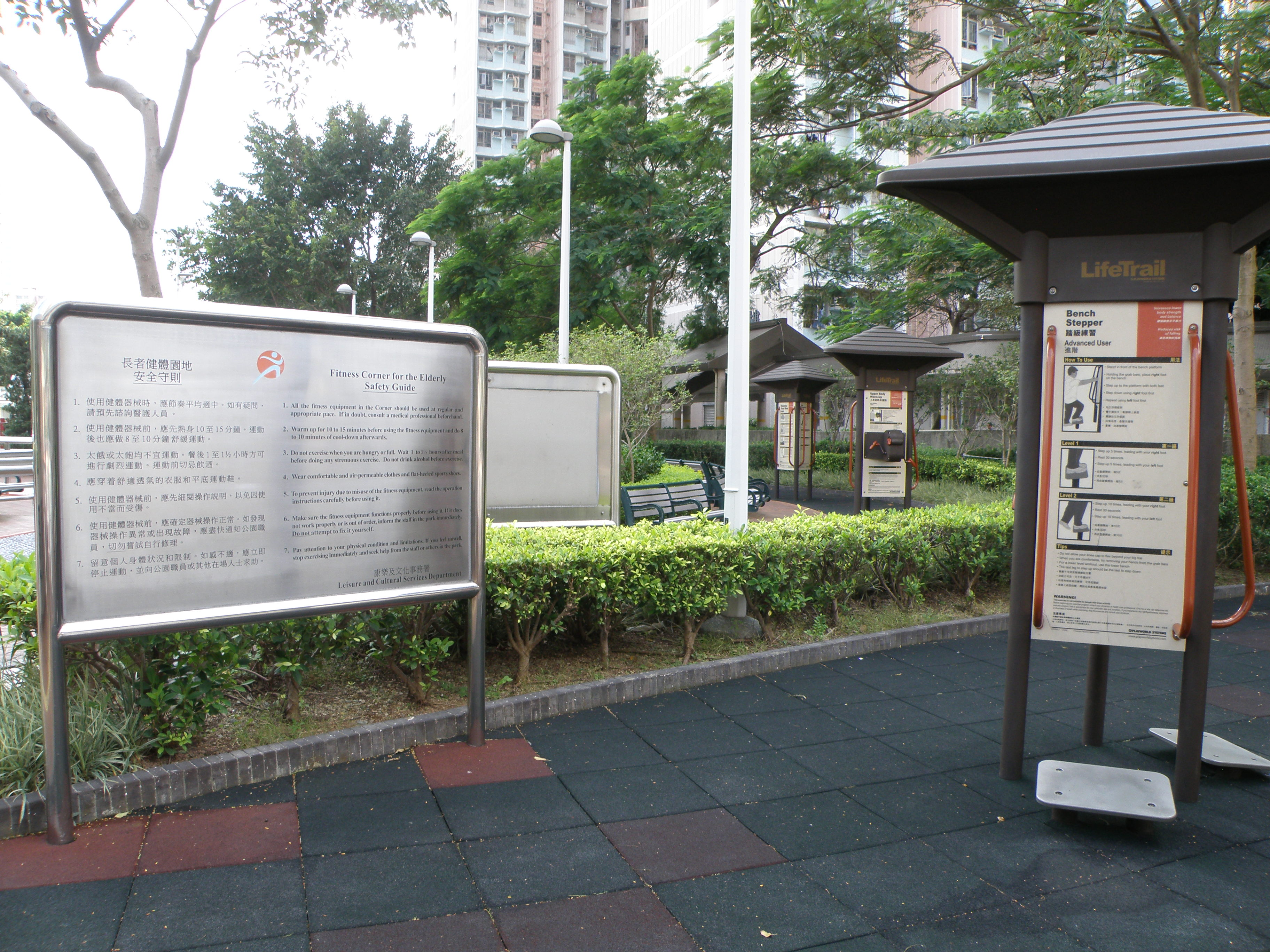
葵涌新區公園長者健體園地

葵涌新區公園（英語：Kwai Chung San Kui Park）位於香港中葵涌大窩口道，於2008年3月開放，由康樂及文化事務署管理。

## 歷史
原址為葵涌邨（前身葵涌徙置區，俗稱葵涌新區）內徙置大廈，其後徙置大廈因重建拆卸，公園西北部份地方曾搭建臨時街市。落成初期命名為大窩口道公園（2008－2010年），唯遭區內居民反對，認為未能確實反映公園位置，最終2010年易名為「葵涌新區公園」。

## 設施
- 1套適合2至5歲兒童使用的組件（包括：攀爬架及滑梯）、
- 1套適合5至12歲兒童使用的組件（包括：攀爬架及滑梯）

## 參看
- 香港公園列表

## 外部連結
- 《康樂及文化事務署－共融遊樂設施》